# Bhanuband Yugala
Prinz Bhanuband Yugala (auch Bhanubandh Yukhon, Prinz Bhanu, พระเจ้าวรวงศ์เธอ พระองค์เจ้าภาณุพันธุ์ยุคล, Aussprache: [pʰrá.ʤâo.wo.ra.woŋ.tʰə pʰrá.ʡoŋ.ʤâo pʰa.nú.pʰan.jú.kʰon]; * 27. November 1910 in Songkhla; † 5. Februar 1995 in Bangkok) war ein thailändischer Regisseur, Filmproduzent, Drehbuchautor, Komponist und Schriftsteller.
Prinz Bhanuband war ein Enkel von König Chulalongkorn (Rama V.), Sohn von Yukhon Thikhamporn  und trug den Spitznamen Sadet Ong Chaiyai. Die zwischen 1978 und 1991 mit dem Thronfolger Vajiralongkorn verheiratete Prinzessin Soamsawali ist seine Enkelin, und der Filmregisseur Chatrichalerm Yukol sein Neffe.

## Junge Jahre
Prinz Bhanuband wurde von Königin Sripatcharintra persönlich aufgezogen, bis er drei Jahre alt war, und erhielt später seine Ausbildung an der Thepsirin-Schule und später in Frankreich. Er lebte in seinen Jugendjahren (nach 1922) auch in England und den USA, bevor er in den dreißiger Jahren nach Siam, dem späteren Thailand, zurückkehrte und in die Kavallerieabteilung der Königlichen Thai Armee aufgenommen wurde. Neben seinen militärischen Aufgaben beschäftigte er sich mit dem Filmemachen.
1936 gründete Prinz Bhanubands jüngster Bruder, Prinz Anusorn Mongkolkarn, die Firma Lavoe Motion Pictures und produzierte deren ersten Film Naam Yok Ok (Der Dorn in deiner Seite). Bhanuband folgte 1938 mit der Gründung seiner eigenen Gesellschaft, der Thai Film Company, die 1938 den ersten Film Tharn Fai Kao (Die alte Flamme) herstellte. Während des Zweiten Weltkriegs wurde die Gesellschaft aufgelöst und die Anlagen an die thailändische Luftwaffe verkauft. Filmhistoriker nehmen an, dass die Filme während dieser Zeit verloren gegangen sind.

## Nachkriegsjahre
Nachdem Prinz Bhanuband 1942 das Stück Phantay Norasingh (Ruderer Norasingh) verfasst hatte, produzierte er nach dem Krieg einen Film mit seiner neuen Produktionsgesellschaft Assawin Pictures, für den er den renommierten Regisseur Rattana Pestonji verpflichtete. Auch einen Film über das Leben von und die Legenden um König Naresuan den Großen (reg. 1590 bis 1605). 
Prinz Bhanuband beförderte Innovationen in der thailändischen Filmindustrie und gab dafür oft sein eigenes Vermögen aus, um weniger gut bemittelte Regisseure zu unterstützen. Er führte den 35-mm-Film ein, der bald den bisherigen Standard 16-mm-Film ablöste. Auch den ersten thailändischen Film in CinemaScope, Ruen Phae (Flusshaus), eine Co-Produktion mit Shaw Brothers. 
Auch die Filmmusik zu mehreren seiner Filme komponierte Prinz Bhanuband selbst. Sein Tai Ton Rang wurde als erster thailändischer Roman ins Englische übersetzt.
Am 5. Februar 1995 starb Prinz Bhanuband in bangkok an den Folgen einer Blutvergiftung.